# Secarias

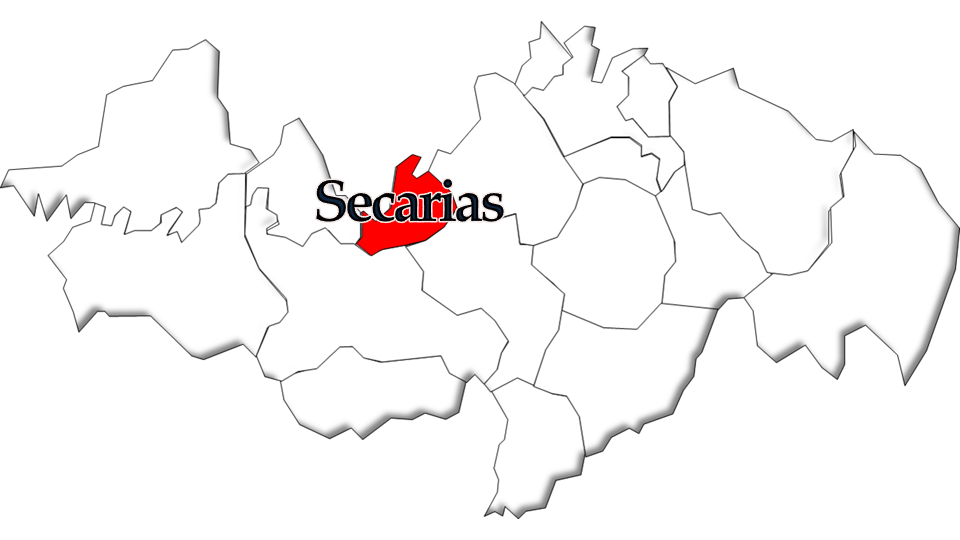
Localização da freguesia no Município de Arganil

Secarias é uma povoação portuguesa sede da Freguesia de Secarias do Município de Arganil, freguesia com 6,94 km² de área e 395 habitantes (censo de 2021), tendo, por isso, uma densidade populacional de 56,9 hab./km².

## Demografia
A população registada nos censos foi:
| Distribuição da População por Grupos Etários | Distribuição da População por Grupos Etários | Distribuição da População por Grupos Etários | Distribuição da População por Grupos Etários | Distribuição da População por Grupos Etários |
| -------------------------------------------- | -------------------------------------------- | -------------------------------------------- | -------------------------------------------- | -------------------------------------------- |
| Ano                                          | 0-14 Anos                                    | 15-24 Anos                                   | 25-64 Anos                                   | > 65 Anos                                    |
| 2001                                         | 77                                           | 65                                           | 238                                          | 71                                           |
| 2011                                         | 42                                           | 63                                           | 223                                          | 102                                          |
| 2021                                         | 39                                           | 30                                           | 220                                          | 106                                          |

## Património
- Castro da Lomba do Canho
- Cruzeiro
- Dólmen de Secarias
- Praias fluviais da Cascalheira e da Peneda da Talhada
- Trecho do rio Alva